# Lars Bastrup
Lars Bastrup (Levring, 31 juli 1955) is een voormalig Deens profvoetballer die zijn loopbaan in 1986 beëindigde bij Ikast FS . Hij speelde daarnaast als aanvaller voor onder meer Hamburger SV in Duitsland. In 1980 werd hij uitgeroepen tot Deens voetballer van het jaar.

## Interlandcarrière
Bastrup kwam in totaal dertig keer (tien doelpunten) uit voor de nationale ploeg van Denemarken in de periode 1975–1983. Onder leiding van de Oostenrijkse bondscoach Rudi Strittich maakte hij zijn debuut op 4 juni 1975 in de OS-kwalificatiewedstrijd in en tegen Roemenië (4-0) in Boekarest, net als Ivan Lykke, Niels Tune, Poul Mathiasen, Allan Hansen en Claus Larsen.

## Erelijst
Hamburger SV
- Bundesliga

1982, 1983
- UEFA Cup

1983